# Stout Skycar
Dimensions
Le Stout Skycar est un avion léger américain des années 1930. Il reçoit les désignations XC-65 et XC-107 pour des essais avec l'USAAF.